# 디 엑시즈
《디 엑시즈》(영어: The Exes)는 2011년 11월 30일부터 2015년 9월 16일까지 TV 랜드에서 방영중인 시트콤이다.